# Dissé-sous-Ballon
Dissé-sous-Ballon ist eine Commune déléguée in der französischen Gemeinde Marolles-les-Braults mit 143 Einwohnern (Stand: 1. Januar 2018) im Département Sarthe in der Region Pays de la Loire. Die Einwohner werden Disséens genannt. Die Gemeinde Dissé-sous-Ballon gehörte zum Arrondissement Mamers und zum Kanton Mamers.
Die Gemeinde Dissé-sous-Ballon wurde mit Wirkung vom 1. Januar 2019 mit der früheren Gemeinde Marolles-les-Braults zur namensgleichen Commune nouvelle Marolles-les-Braults zusammengeschlossen. Sie hat seither den Status einer Commune déléguée. Der Verwaltungssitz der neuen Gemeinde befindet sich im Ort Marolles-les-Braults.

## Geographie
Dissé-sous-Ballon liegt etwa 28 Kilometer nordnordöstlich von Le Mans. Umgeben wurde die Gemeinde Dissé-sous-Ballon von den Nachbargemeinden Marolles-les-Braults im Norden und Osten, Saint-Aignan im Südosten, Mézières-sur-Ponthouin im Süden und Westen sowie Dangeul im Westen.

## Bevölkerungsentwicklung
| 1962                       | 1968 | 1975 | 1982 | 1990 | 1999 | 2006 | 2012 | 2018 |
| -------------------------- | ---- | ---- | ---- | ---- | ---- | ---- | ---- | ---- |
| 245                        | 226  | 157  | 111  | 102  | 108  | 125  | 138  | 143  |
| Quellen: Cassini und INSEE |      |      |      |      |      |      |      |      |

## Sehenswürdigkeiten
- Kirche Notre-Dame